# BEST Balıkesir Basketbol Kulübü
El BEST Balıkesir Basketbol Kulübü es un equipo de baloncesto turco con sede en la ciudad de Balıkesir, que compite en la BSL, la máxima división de su país. Disputa sus partidos en el Kurtdereli Sports Hall, con capacidad para 2,000 espectadores.
El club fue fundado en 2004 bajo el nombre de Potanın Yıldızları Basketbol Kulübü (nombre que tuvo hasta 2009). El club es patrocinado por Best A.Ş. del Yırcalı Group, que es una compañía energética de Turquía.

## Posiciones en liga
| - 2011 - (D3 - 2012 - (10-TB2L) - 2013 - (8-TB2L) - 2014 - (10-TB2L) | - 2015 - (3-TB2L) - 2016 - (6-TBL) |

## Palmarés
- Copa de la Federación
  - Campeón: 2014

- TBL
  - Finalista: 2016

## Jugadores destacados
| - Dražen Zlovarić - Yunus Akçay - Selahattin Akyol - Hazer Avcı - Gökhan Aydın - Ahmet Birgen - Okan Bostancı - Emre Boztepe - Serhat Büker - Hilmi Cantopçu - Feyzi Çelebioğlu - Cem Coşkun - Cihan Deliçay - Hadi Doğan - Cengiz Aydın Ergen - Sercan Ergin | - Sezgin Eriş - Barış Erlim - Turgay Gedikli - İlhan Barış Gökalp - Berkay Gülek - Orhun Güngören - Serdar Hot - Tibet İlhan - Ali Işık - Serhan Kavut - Orbay Kaya - Serkan Mentese - Merthan Mutlu - Orçun Okkalı - Tufan Önen - Azizcan Özdemir | - Mehmet Özdoğan - Okan Özpamir - Valentin Pastal - Oğulcan Sevim - Ogün Sevinç - Onur Sonsirma - Özcan Sürücü - Ahmet Tuncer - Ümit Türkoğlu - Oktay Ulubay - Alparslan Uruk - Serdar Yavuz - Alp Yener - Aubrey Coleman - Mike Davis - Mike Green | - Charles Jackson - Alfrie Kelley - Malcolm Kirkland - Robert Lowery - Pervis Pasco - Juan Pattillo - Josh Selby - Dante Swanson - D.J. Thompson - Alan Wiggins - Vladimir Golubović - Hakan Köseoğlu - Murat Kozan - Leon Williams |